# 长乐镇 (汨罗市)
长乐镇，中华人民共和国湖南省岳阳市汨罗市下属的一个镇，位于汨罗市东北部。

## 建制沿革
- 1984年，长乐公社改置长乐乡，长乐镇改为县属；
- 1988年，长乐乡改名为长乐镇。

## 行政区划
长乐镇下辖2个居委会15个行政村：
- 长乐一居委会、长乐二居委会
- 赤马村、马桥村、智源村、青狮村、估圣村、长新村、长南村、隘口村、江背村、广联村、白沙村、水源村、水府村、水合村、双旗村

## 长乐故事会
2006年，长乐抬阁故事会被列为首批湖南省省级非物质文化遗产重点保护项目。2008年10月，作品《大战陆文龙》荣获第七届中国民间艺术节暨“山花奖”中国民间飘色（抬阁）艺术展演银奖。2011年被列入第三批国家级非物质文化遗产代表性项目名录。